# Pieve a Nievole
Pieve a Nievole település Olaszországban, Toszkána régióban, Pistoia megyében. Lakosainak száma 9089 fő (2023. január 1.). Pieve a Nievole Monsummano Terme, Montecatini Terme, Ponte Buggianese és Serravalle Pistoiese községekkel határos.

## Népesség
A település lakossága az elmúlt években az alábbi módon változott:
| Lakosok száma | 9253 | 9209 | 9089 |
|               | 2017 | 2018 | 2023 |